# Victoire de Montesquiou
Pour les autres membres de la famille, voir Famille de Montesquiou.
Victoire de Montesquiou (née  le 16 septembre 1934 à Neuilly-sur-Seine) est une journaliste et écrivain française.

## Biographie
Issue d'une vieille famille du Gers, elle est la fille de Pierre de Montesquiou (1909-1976) et elle est apparentée à Charles de Batz de Castelmore, dit d'Artagnan,. Elle épouse Michel de Ganay, puis Patrick de Montal. Elle est la belle-mère d'Agathe de La Boulaye.

## Œuvres
- Vivre à la campagne en Gascogne, avec Deborah Roberts,  photographies de Jean-Bernard Naudin),éditions du Chêne, 1989  (ISBN 2-85108-598-0)
- Je suis née un dimanche (préface de Jean d'Ormesson), éditions Jean-Claude Lattès, 1990
- Le Sud-Ouest gourmand : de relais en châteaux, Michel Guérard, Alain Pujol, avec la collab. de Victoire de Montesquiou ; photographies de Christian Adam, éditions Albin Michel, 1993
- L'art de vivre au fil des jours, éditions Robert Laffont, 1998
- Rien de plus, sauf elle, la vie, les Éditions du Palais, 2015 [3]  (ISBN 979-10-90119-40-6)